# Chooz, Ardennes

Chooz este o comună în departamentul Ardennes din nordul Franței. În 1 ianuarie 2022 avea o populație de 792 de locuitori.